# Orde van de Arbeid (Cambodja)
Het Koninkrijk Cambodja kende en kent een groot aantal ridderorden en onderscheidingen. Een daarvan was de Orde van de Arbeid. Na het herstel van de Cambodjaanse monarchie in 1994 werd het systeem van ridderorden aangepast en uitgebreid. De op 15 februari 1966 ingestelde Orde van de Arbeid werd niet hersteld.